# 히가시카마쿠라촌
히가시카마쿠라촌(일본어: 東鎌倉村)은 일본 가나가와현의 중남부 가마쿠라군에 속했던 촌이다.

## 연혁
- 1889년 4월 1일 - 정촌제 시행에 의해 주변의 11촌 또는 일부가 합병해 히가시카마쿠라촌이 되었다.
  - 6월 16일 - 관설 철도 오후나역 - 요코스카역간 개통에 수반해, 가마쿠라역이 개업하였다.
- 1892년 5월 21일 - 니시카마쿠라촌과 가마쿠라 동서 조합 촌을 결성하고 조합회가 개설되었다.
- 1894년 7월 7일 - 니시카마쿠라촌과 합병, 정으로 승격하여 가마쿠라정이 되었다.
- 1939년 11월 3일 - 가마쿠라정이 고시고에정과 합병해, 시로 승격하여 가마쿠라시가 되었다.

## 참고 문헌
- 角川日本地名大辞典編纂委員会,『角川日本地名大辞典 神奈川県』1984, 角川書店
- 『鎌倉議会史（記述編）』鎌倉市議会、1969年。